# Jaime Lerner
Jaime Lerner (Curitiba, 17 december 1937 – aldaar, 27 mei 2021) was een Braziliaanse architect en stedenbouwkundige, oud-gouverneur van de staat Paraná en oud-burgemeester van diens hoofdstad Curitiba. Hij staat bekend als het meesterbrein achter de stedelijke planning van Curitiba vanaf de jaren 1960.
Lerner werd geboren als afstammeling van Joodse immigranten uit Polen. Hij studeerde af aan de School voor Architectuur van de UFPR (Federale Universiteit Paraná) in 1964, en nam een jaar later deel aan de oprichting van het IPPUC; het instituut voor urbaan onderzoek en planning van Curitiba. Binnen dit instituut werd hij een van de leidende figuren achter het 'masterplan' voor stedelijke planning in Curitiba.

## Burgemeester van Curitiba
Als burgemeester van Curitiba ging Lerner door met zijn eigenlijke beroep als architect en stedenbouwkundige. In zijn drie periodes in functie (1971-1974, 1979-1983 en 1989-1993) zette hij onder andere het gigantische en uitermate effectieve openbaar vervoersysteem van Curitiba op, en legde verschillende grote parken aan.
Tijdens zijn eerste termijn (1971-1974) zette Lerner de Rede Integrada de Transporte op en gedurende zijn daaropvolgende termijnen bleef hij sociale, ecologische en stedelijke hervormingen doorvoeren. Als burgemeester wendde Lerner onorthodoxe oplossingen aan voor Curitiba's geografische uitdagingen. Net als vele steden wordt Curitiba begrensd door alluviaal gebied. Curitiba heeft ervoor gekozen om het alluviale gebied te kopen en hierop grote parken aan te leggen. Ten aanzien van het parkgebied per hoofd van de bevolking behoort de stad thans tot de wereldleiders. Als derde-wereldstad kon Curitiba zich niet de tractoren en benzine veroorloven om de parken te maaien. De innovatieve oplossing was het houden van gemeentelijke schapen, die de vegetatie in de parken onder controle hielden en waarvan de wol werd gebruikt voor de financiering van jeugdprogramma's.
Toen Lerner burgemeester werd, was de gemeentelijke vuilnisophaaldienst niet in staat om sommige bairros in Curitiba te bereiken, omdat de "straten" te smal waren. Lerner wilde deze mensen niet in de steek laten en koos ervoor om de krottenwijken niet te slopen, maar te beginnen met een programma dat kruidenierswaren en vervoerbewijzen van de Rede Integrada de Transporte omruilde voor zakken met afval. De krottenwijken werden veel schoner.
Zo had Curitiba ook een nabijgelegen baai die werd gebruikt als afvalstortplaats en zodoende zou het schoonmaken uiterst duur zijn. Lerner begon met een programma dat de vissers per pond betaalde voor om het even welk afval zij ophaalden. Op deze manier kunnen de vissers zelfs buiten het seizoen vissen om hun inkomen aan te vullen. Curitiba bespaart hiermee miljoenen.
Lerner stelde veel innovatieve sociale- en onderwijsprogramma's in. Kinderen uit de bairros kunnen bij stedelijke ambtenaren in de leer gaan als ze niet naar school willen gaan. Ofschoon zijn burgemeesterschap niet zonder controverse is, heeft Curitiba niet de bendes van meer dichtbevolkte steden, zoals Rio de Janeiro.
Het kroonjuweel van de Curitiba's verwezenlijkingen is misschien wel het systeem van hoogwaardig openbaar vervoer (ook wel de "Speedybus genoemd"). Oorspronkelijk kreeg Curitiba geld van de federale overheid om een metro te bouwen, maar Lerner kwam tot de ontdekking dat zware rails, zoals een metro, tien keer duurder was dan lightrail, wat op zijn beurt weer tien duurder was dan een bussysteem, zelfs met specifieke busbanen.

## Gouverneur van Paraná
In 1994 werd Lerner gouverneur van de staat Paraná, en hij werd in 1998 herkozen in die functie. Als gouverneur probeerde Lerner vooral buitenlandse investeerders naar zijn staat te lokken om op die manier Paraná tot een van Braziliës industriële centra te maken. Zijn beleid resulteerde in meer dan 20 miljard dollar aan investeringen tussen 1995 en 2001. Ook richtte Lerner zich na zijn ervaringen in Curitiba op andere zaken als infrastructuur, onderwijs, gezondheidszorg en ontspanning.

## Latere loopbaan
Op de algemene vergadering van de Internationale Architectenunie van 2002 werd Lerner tot voorzitter gekozen voor een periode van drie jaar. Naast die functie was Lerner bovendien hoogleraar Stedelijke- en Regionale Planning aan de UFPR en gat hij gastcolleges aan de Berkeley-universiteit in Californië.

## Onderscheidingen
In 1990 ontving Jaime Lerner van UNICEF de "Child and Peace Prize" voor zijn beleidsprogramma's "Van de straat naar school", "Het beschermen van het leven" en "De Universiteit van de leraar". In 2000 kreeg hij de Grote Prins Claus Prijs van het Prins Claus Fonds.

## Publicaties
Jaime Lerner heeft de navolgende publicaties op zijn naam staan:
- Acupuntura urbana (Editora Record, ISBN 8501068519, 2003)
- O vizinho: parente por parte de rua (Editora Record, ISBN 8501068772, 2005)